# Geologia do Lake District
A geologia do Lake District da Inglaterra é dominada por rochas sedimentares e vulcânicas. Durante o Quaternário, a área foi atingida por repetidas glaciações, que esculpiram a atual paisagem montanhosa.

## Paleozóico Inferior
Nos primeiros tempos do Paleozóico, a área situava-se na margem norte do microcontinente de Avalônia.

## Paleozóico tardio
Após o final da colisão Acadian, o norte da Inglaterra foi afetado por uma período de extensão do Carbonífero Inferior, provavelmente ligada à subducção da crosta do Oceano Rheic embaixo de Gondwana. As rochas carboníferas inferiores conservadas foram achadas a oeste, norte e leste do Lake District nas bacias do Mar da Irlanda Oriental, Solway e Vale of Eden.

## Mesozóico
O Mesozóico viu as primeiras etapas da separação do supercontinente de Pangéia. Crê-se que o Distrito do Lago foi coberto por cerca de 700 a 1750 m de sedimentos triássicos, jurássicos e cretáceos pelo Paleoceno que foi removido por erosão.

## Cenozóico
Durante o Paleógeno, o Lake District, como a maioria das ilhas britânicas do norte e do oeste, foi afetado pela divisão do Atlântico no final do Paleoceno.

## Quaternário
O Quaternário viu inúmeras glaciações na região dos Lagos com o surgimento de uma calota polar, embora a paisagem atual seja o resultado do Último período glacial, que aconteceu no período de 115.000 a 11.700 anos atrás.